# Ludwig Göransson
Ludwig Tomas Emil Göransson, även känd under artistnamnet Ludovin, född 1 september 1984 i Linköpings församling, Östergötlands län, är en svensk kompositör.
Göransson har komponerat musiken till flera amerikanska TV-serier och stora Hollywoodfilmer. Han har vunnit Oscar för bästa filmmusik vid två tillfällen: 2019 för musiken till Black Panther och 2024 för musiken till Oppenheimer.

## Biografi

### Uppväxt
Ludwig Göransson, som namngivits efter Ludwig van Beethoven, är son till en musiklärare. Han är uppvuxen i Linköping och gick på musikgymnasiet DeGeer i Norrköping. Under sin tid på skolan komponerade han sitt första orkesterstycket för Norrköpings symfoniorkester. Styckets titel var "Five minutes to Christmas" och var bland annat influerat av Danny Elfmans musik till Tim Burtons film The Nightmare Before Christmas en stor influens. Han har uppgett att han tidigt blev intresserad av filmmusik för att den inbegriper så många stilar. Redan som barn gick han ofta på opera och det är ett intresse som växt med åren.
Han har en examen i jazz från Kungliga Musikhögskolan i Stockholm och har en masterexamen i filmmusikkomposition vid University of Southern California. Göransson flyttade som 22-åring till Kalifornien i USA.

### Karriär
Ludwig Göranssons första genombrott kom 2009 som kompositör för musiken till humorserien Community. Nästa milstolpe blev musiken till filmen Last Stop Fruitvale Station (2013), i regi av Ryan Coogler som Göransson lärde känna vid universitetet. Coogler har anlitat Göransson som kompositör till flera av sina filmer som Creed (2015) och Black Panther (2018). Vid sidan av Coogler har Göransson samarbetat med regissören Christopher Nolan i flera filmer, till exempel Tenet (2020) och Oppenheimer (2023). Göransson har även skrivit musiken till TV-serier som The Mandalorian och New Girl. Ett av få svenska projekt han tagit sig an är att skriva musiken till dokumentärserien Historien om Sverige (2023) tillsammans med Per Gunnar Juliusson.
Vid sidan av filmmusiker har han producerat och skrivit musik tillsammans med rapparen Childish Gambino på flera av hans skivor, och vann 2018 en Grammy för låten "Redbone". Andra artister som Göransson skrivit låtar till är Chance the Rapper, Haim och Vampire Weekend.
7 februari 2019 fick Göransson en svensk Grammis som Årets kompositör 2018. Samma år tilldelades han tre Grammy Awards för Childish Gambinos "This is America", bland annat för årets låt och årets skiva. Göransson tilldelades även en Oscar för bästa filmmusik på Oscarsgalan 2019 för sin insats i filmen Black Panther. I september 2020 tilldelades Ludwig Göransson Emmy-priset för bästa originalmusik i Star-Wars-serien The Mandalorian.
Göransson tilldelades en Grammy för bästa filmmusik för sin insats i filmen Oppenheimer, samt en Oscar för bästa filmmusik på Oscarsgalan 2024.

### Privatliv
Sedan 2018 är han gift med den amerikanska violinisten Serena McKinney. Tillsammans har de två söner och är bosatta i Los Angeles.

## Filmmusik (i urval)
- 2008 – Marley & jag
- 2009 – Year One
- 2009 – Jennifer's Body
- 2009–2015 – Community (TV-serie)
- 2011–2013 – Happy Endings (TV-serie)
- 2011–2018 – New Girl (TV-serie)
- 2011 – 30 Minutes or Less
- 2013 – Last Stop Fruitvale Station
- 2013 – Familjetrippen
- 2014 – A Merry Friggin' Christmas
- 2015 – Creed
- 2016 – Central Intelligence
- 2016 – True Memoirs of an International Assassin
- 2017 – Ingenting och allting
- 2018 – Black Panther
- 2018 – Venom
- 2018 – Creed II
- 2019–2023 – The Mandalorian (TV-serie)
- 2020 – Trolls 2: Världsturnén
- 2020 – Tenet
- 2021–2022 – The Book of Boba Fett (TV-serie)
- 2022 – Röd
- 2022 – Black Panther: Wakanda Forever
- 2023 – Oppenheimer
- 2023 – Historien om Sverige (TV-serie)
- 2025 – Sinners
- 2026 – The Odyssey

## Utmärkelser
- Musikförläggarnas pris för årets kompositör,  2018[1]
- Musikexportpriset,  2018[2]
- Grammy Award för årets sång, för This Is America,  2019
- Oscar för bästa filmmusik, för Black Panther,  24 februari 2019[3]
- Primetime Emmy Award för musikkomposition för en serie, för The Mandalorian,  2020
- Grammis för årets kompositör,  2023
- Golden Globe Award för bästa originalmusik, för Oppenheimer,  2023[4]
- Litteris et Artibus,  28 januari 2023[5]
- Oscar för bästa filmmusik, för Oppenheimer,  10 mars 2024[6]

[Redigera Wikidata]